# ماساچوست ۴۵۴۷
سیارک ۴۵۴۷ (به انگلیسی: 4547 Massachusetts، نامگذاری:1990KP) چهار هزار و پانصد و چهل و هفتمین سیارک کشف شده‌است که در ۱۶ مه ۱۹۹۰ کشف شد.
قدر مطلق سیارک برابر ۱۱٫۰۰ است.